# Дичево
Дичево е село в Североизточна България. То се намира в община Главиница, област Силистра.

## География
Село Дичево се намира на 42 км от Силистра и на 9 км от Главиница. В Село Дичево живеят 715 души (01.02.2011 г. НСИ).

## История
Старото му име е Кемал кьой.

## Личности
- Писателят Латиф Алиев (1935 – 1999) е роден тук.